# Prawidłowy skład krwi człowieka
Tabela przedstawiająca prawidłowy skład krwi człowieka:
| Wskaźnik                                                                 | Norma                                               | Norma                                               | Możliwe przyczyny odchyleń od normy (wybrane) | Możliwe przyczyny odchyleń od normy (wybrane)         |
| Wskaźnik                                                                 | mmol/dm³                                            | mg/100 cm³                                          | Poniżej normy                                 | Powyżej normy                                         |
| Związki organiczne                                                       |                                                     |                                                     |                                               |                                                       |
| Glukoza (krew żylna)                                                     | 3,0 – 5,6                                           | 70 – 115                                            | leczenie cukrzycy                             | cukrzyca i inne choroby trzustki, leki                |
| Kwas mlekowy                                                             | 0,6 – 2,1                                           | 5 – 20                                              | rzadkie choroby                               | duży lub długotrwały wysiłek fizyczny                 |
| Cholesterol całkowity                                                    | < 5 – 6,5                                           | < 200 – 250                                         | nadczynność tarczycy                          | choroby nerek, cukrzyca, otyłość                      |
| Trójglicerydy                                                            | < 2                                                 | < 180                                               | choroby wyniszczające                         | niewłaściwa dieta, choroby związane z metabolizmem    |
| Mocznik                                                                  | 2,5 – 6,4                                           | 15 – 40                                             | Bez znaczenia klinicznego                     | choroby nerek, infekcje                               |
| Kwas moczowy                                                             | 0,12 – 0,36                                         | 2 – 6                                               | rzadkie choroby, leki                         | gościec, choroby nerek, choroby serca, głód           |
| Azot białkowy                                                            | 2,5 – 4,2                                           | 3,5 – 6,0                                           |                                               |                                                       |
| Azot niebiałkowy                                                         | 11,4 – 28,6                                         | 16 – 40                                             | Nie jest objawem klinicznym                   | niewydolność nerek, ciężkie infekcje                  |
| Kreatynina                                                               | 0,05 – 0,1                                          | 0,6 – 1,1                                           | Bez znaczenia klinicznego                     | niewydolność nerek, zranienia                         |
| Bilirubina                                                               | 0,003 – 0,017                                       | 0,2 – 1,0                                           | choroby wątroby                               | choroby wątroby, leki                                 |
| Kwas askorbinowy (witamina C)                                            | 0,045 – 0,14                                        | 0,8 – 2,5                                           |                                               |                                                       |
| Etanol (alkohol etylowy)                                                 | 0,65 – 1,09                                         | 3 – 5                                               |                                               | spożycie alkoholu                                     |
| Jony nieorganiczne                                                       |                                                     |                                                     |                                               |                                                       |
| Sód (Na+)                                                                | 135 – 147                                           | 310 – 338                                           | wysięki, biegunki                             | choroby nerek, gorączka, ciąża                        |
| Potas (K+)                                                               | 3,5 – 5,3                                           | 14 – 21                                             | biegunki, choroby nerek                       | kwasica, leki moczopędne                              |
| Wapń (Ca2+)                                                              | 2,2 – 2,8                                           | 8,8 – 11,2                                          | choroby przytarczyc                           | choroby przytarczyc                                   |
| Magnez (Mg2+)                                                            | 0,8 – 1,0                                           | 1,9 – 2,5                                           | choroby związane z metabolizmem               | choroby nerek, leki z magnezem                        |
| Żelazo (w osoczu)                                                        | 0,007 – 0,03                                        | 0,04 – 0,15                                         | niewłaściwa dieta, krwotoki                   | choroby wątroby, choroby krwi, leki                   |
| Miedź                                                                    | 0,013 – 0,022                                       | 0,082 – 0,14                                        | choroby genetyczne                            | ciąża, nowotwory, cholestazy                          |
| Ołów                                                                     | 0,0005 – 0,002                                      | 0,01 – 0,04                                         |                                               | zanieczyszczone środowisko, ołowica, benzyna ołowiowa |
| Chlorki                                                                  | 100 – 108                                           | 350 – 380                                           | choroby nerek, wymioty                        | choroby serca, spożycie soli                          |
| Siarczany                                                                | 50 – 150                                            | 480 – 1440                                          |                                               |                                                       |
| Fosforany                                                                | 1 – 1,5                                             | 9,5 – 14,2                                          | głodówki                                      | zaburzenia hormonalne                                 |
| Białka                                                                   |                                                     |                                                     |                                               |                                                       |
| BIAŁKA OGÓŁEM                                                            | 60 – 80 g/dm³                                       | 60 – 80 g/dm³                                       | niewłaściwa dieta, oparzenia                  | choroby zapalne, choroby wątroby                      |
| Albuminy                                                                 | 35 – 55 g/dm³                                       | 35 – 55 g/dm³                                       | choroby wątroby, głód                         | odwodnienie, choroby wątroby                          |
| Globuliny                                                                | 20 – 37 g/dm³                                       | 20 – 37 g/dm³                                       | choroby wątroby, choroby nerek                | zapalenie wątroby, zapalenie stawów, zawał serca      |
| Fibrynogen                                                               | 2 – 5 g/dm³                                         | 2 – 5 g/dm³                                         | rozległe rany, wysięki                        | stany zapalne, cukrzyca                               |
| Immunoglobuliny G (IgG)                                                  | 7 – 15 g/dm³                                        | 7 – 15 g/dm³                                        | nowotwory, ciężkie infekcje                   | infekcje, nowotwory                                   |
| Immunoglobuliny A (IgA)                                                  | 0,6 – 3 g/dm³                                       | 0,6 – 3 g/dm³                                       | nowotwory, ciężkie infekcje                   | infekcje, nowotwory                                   |
| Immunoglobuliny D (IgD)                                                  | < 0,03 g/dm³                                        | < 0,03 g/dm³                                        | nowotwory, ciężkie infekcje                   | infekcje, nowotwory                                   |
| Immunoglobuliny E (IgE)                                                  | < 0,0003 g/dm³                                      | < 0,0003 g/dm³                                      | nowotwory, ciężkie infekcje                   | infekcje, nowotwory                                   |
| Immunoglobuliny M (IgM)                                                  | 0,5 – 1,8 g/dm³                                     | 0,5 – 1,8 g/dm³                                     | nowotwory, ciężkie infekcje                   | infekcje, nowotwory                                   |
| Elementy morfotyczne i hemoglobina                                       |                                                     |                                                     |                                               |                                                       |
| RBC (liczba erytrocytów)                                                 | 4,2 – 5,4 mln/mm³ (♂)3,4 – 5,2 mln/mm³ (♀)          | 4,2 – 5,4 mln/mm³ (♂)3,4 – 5,2 mln/mm³ (♀)          | anemie, utrata krwi                           | choroby krwi, zatrucia, nowotwory                     |
| WBC (liczba leukocytów)                                                  | 4 – 8 tys./mm³                                      | 4 – 8 tys./mm³                                      | infekcje, nowotwory                           | infekcje, nowotwory, wysiłek fizyczny                 |
| PLT (liczba trombocytów)                                                 | 150 – 400 tys./mm³                                  | 150 – 400 tys./mm³                                  | menstruacja, choroby krwi                     | choroby szpiku kostnego i inne                        |
| Hematokryt (HC) (stosunek objętości erytrocytów do całej objętości krwi) | 42 – 52% (♂)37 – 47% (♀)                            | 42 – 52% (♂)37 – 47% (♀)                            | anemie                                        | biegunki, wymioty, choroby krwi                       |
| MCHC (średnie stężenie hemoglobiny w erytrocytach)                       | 19,2 – 23,6                                         | 27 – 31 g                                           | niedobór żelaza                               | choroby wątroby, brak witaminy B12                    |
| Hemoglobina (HGB)                                                        | 7,4 – 10,6 (♂)                                      | 12 – 17% (♂)                                        | anemie, utrata krwi                           | choroby krwi, niewydolność krążenia, odwodnienie      |
| Hemoglobina (HGB)                                                        | 6,8 – 9,3 (♀)                                       | 11 – 15% (♀)                                        | anemie, utrata krwi                           | choroby krwi, niewydolność krążenia, odwodnienie      |
| Karboksyhemoglobina (HbCO)                                               | do 3% hemoglobiny                                   | do 3% hemoglobiny                                   | Bez znaczenia klinicznego                     | zawód kierowcy, papierosy                             |
| Właściwości ogólne                                                       |                                                     |                                                     |                                               |                                                       |
| Gęstość krwi                                                             | 1,053 – 1,057 g/cm³                                 | 1,053 – 1,057 g/cm³                                 |                                               | biegunki, wymioty, choroby nerek                      |
| Gęstość surowicy krwi                                                    | ~ 1,095 g/cm³                                       | ~ 1,095 g/cm³                                       |                                               | biegunki, wymioty, choroby nerek                      |
| Czas krwawienia                                                          | do 7 minut                                          | do 7 minut                                          | –                                             | stosowanie leków, choroby krwi                        |
| Odczyn (pH)                                                              | 7,2 – 7,6                                           | 7,2 – 7,6                                           | głód, cukrzyca                                | hiperwentylacja, choroby nerek                        |
| Odczyn Biernackiego (OB) (szybkość opadania erytrocytów)                 | nawet do ok. 20 – 30 (u osób poniżej 15 roku życia) | nawet do ok. 20 – 30 (u osób poniżej 15 roku życia) | choroby krwi, alergie                         | stany zapalne, ciąża, połóg                           |